# Cincinnati Reds
Cincinnati Reds er et amerikansk baseballhold fra Cincinnati, Ohio, der spiller i MLB-ligaen. Reds hører hjemme i Central Division i National League, og spiller deres hjemmekampe på Great American Ball Park.
Reds blev stiftet i 1882 under navnet Cincinnati Red Stockings, men skiftede i 1890 til det nuværende navn. Holdet har fem gange, i 1919, 1940, 1975, 1976 og 1990 vundet World Series, mesterskabet i MLB.